# Tryphon hinzi
Tryphon hinzi là một loài tò vò trong họ Ichneumonidae.